# 週刊コンサドーレ
週刊コンサドーレ（しゅうかん・コンサドーレ）は、北海道文化放送で1996年 - 2005年3月に月曜深夜(火曜日未明)に放送されたコンサドーレ札幌を題材にした情報番組。
北海道で初めて誕生したプロスポーツクラブであるJFL→Jリーグ・コンサドーレ札幌（旧東芝サッカー部）の試合ダイジェストや選手インタビューなどで構成された。2005年4月に北海道日本ハムファイターズの情報も含めた総合的なスポーツ情報番組「スポーツワイド Fの炎〜SPORT HOKKAIDO〜」の1コーナーに統合され、一番組としては放送終了。
北海道新聞で月刊コンサドーレという月刊誌と連動していた。

## 出演
- 千葉朱里(番組初期~2002年3月)
- 土屋惠史アナウンサー
- 平川弘